# Karang (Bogorejo)
Karang is een bestuurslaag in het regentschap Blora van de provincie Midden-Java, Indonesië. Karang telt 1936 inwoners (volkstelling 2010).